# Molières 1992
La 6e Nuit des Molières a eu lieu le 6 avril 1992.

## Molière du comédien
- Henri Virlogeux dans L'Antichambre
  - Lambert Wilson dans Ruy Blas
  - Gérard Desarthe dans Célimène et le Cardinal
  - Marcel Maréchal dans Maître Puntila et son valet Matti
  - Stéphane Freiss dans C'était bien

## Molière de la comédienne
- Ludmila Mikaël dans Célimène et le Cardinal
  - Zabou dans Cuisine et dépendances
  - Suzanne Flon dans L'Antichambre
  - Béatrice Agenin dans C'était bien
  - Anouk Grinberg dans Le Temps et la chambre

## Molière du comédien dans un second rôle
- Robert Hirsch dans Le Misanthrope
  - Sam Karmann dans Cuisine et dépendances
  - Jean-Pierre Darroussin dans Cuisine et dépendances
  - Maurice Garrel dans C'était bien
  - Gérard Hernandez dans Sans rancune

## Molière de la comédienne dans un second rôle
- Danièle Lebrun dans Le Misanthrope
  - Catherine Rich dans La Dame de chez Maxim's
  - Myriam Boyer dans Roberto Zucco
  - Michèle Laroque dans Ornifle
  - Marie-France Santon dans La Valse des toréadors

## Molière de la révélation théâtrale
- Stéphane Freiss dans C'était bien
  - Judith Godrèche dans Je veux faire du cinéma
  - Emmanuelle Meyssignac dans L'Antichambre
  - Jacques Rampal dans Célimène et le Cardinal
  - Jean-Pierre Bacri dans Cuisine et dépendances

## Molière de l'auteur
- Agnès Jaoui, Jean-Pierre Bacri pour Cuisine et dépendances
  - Jacques Rampal pour Célimène et le Cardinal
  - Roger Planchon pour Le Vieil Hiver et fragile forêt
  - Jean-Claude Brisville pour L'Antichambre
  - Bernard-Marie Koltès pour Roberto Zucco

## Molière de l'adaptateur
- Jean Poiret pour Sans rancune
  - Michel Blanc pour Je veux faire du cinéma
  - Attica Guedj, Stéphan Meldegg pour C'était bien
  - Michel Vinaver pour Le Temps et la chambre
  - Romain Weingarten pour Richard II

## Molière du metteur en scène
- Stéphan Meldegg pour Cuisine et dépendances
  - Patrice Chéreau pour Le Temps et la chambre
  - Jorge Lavelli pour Comédies barbares
  - Marcel Maréchal pour Maître Puntila et son valet Matti
  - Bernard Murat pour Célimène et le Cardinal

## Molière du créateur de costumes
- Bernadette Villard pour Célimène et le Cardinal
  - Pierre Dios pour L'Antichambre
  - Patrice Cauchetier pour Britannicus
  - Nathalie Thomas pour Les Atrides
  - Moidele Bickel pour Le Temps et la chambre

## Molière du décorateur scénographe
- Nicolas Sire pour Célimène et le Cardinal
  - André Acquart pour L'Antichambre
  - Jacques Gabel pour Britannicus
  - Richard Peduzzi pour Le Temps et la chambre
  - Guy-Claude François pour Les Atrides

## Molière du meilleur spectacle comique
- Cuisine et dépendances au Théâtre La Bruyère
  - Trois Partout au Théâtre des Variétés
  - Sans rancune au Théâtre du Palais Royal
  - La Dame de chez Maxim's au Théâtre Marigny

## Molière du spectacle en région
- Maître Puntila et son valet Matti à La Criée Théâtre National de Marseille
  - Déjeuner chez Ludwig W. au Théâtre Sorano Toulouse
  - Britannicus au Théâtre du 8ème-Lyon
  - Roberto Zucco au TNP Villeurbanne

## Molière du théâtre privé
- Cuisine et dépendances au Théâtre La Bruyère
  - C'était bien au Théâtre La Bruyère
  - L'Antichambre au Théâtre de l'Atelier
  - Célimène et le Cardinal au Théâtre de la Porte-Saint-Martin
  - Voltaire Rousseau au Théâtre La Bruyère

## Molière du théâtre public
- Le Temps et la chambre à l'Odéon-Théâtre de l'Europe
  - Les Atrides au Théâtre du Soleil
  - Comédies barbares au Théâtre de la Colline
  - La Valse des toréadors au Théâtre Sylvia Monfort
  - Ruy Blas au Théâtre des Bouffes du Nord

## Molière du spectacle musical
- Les Misérables au Théâtre Mogador
  - Peter Pan au Casino de Paris
  - Le Voyage de Mozart à Prague au Théâtre de La Potinière
  - Opéra équestre de Zingaro

## Meilleur «one man show» ou spectacle de sketches
- Smaïn au Théâtre de Paris
  - Michel Boujenah au Théâtre du Gymnase
  - Pierre Palmade à L'Olympia